# Бухта Козьмина
Бухта Козьмина — бухта в заливе Находка. Конечный пункт нефтепровода Восточная Сибирь-Тихий океан.

## История
Открыта в 1860 году экспедицией подполковника Бабкина. Названа в честь русского гидрографа, подполковника Прокопия Тарасовича Козьмина.

## География и гидрология
Территориально расположена в Приморском крае Российской федерации, близ города Находка, часть залива Находка. Вдается в восточный берег залива Находка между мысами Козьмина и Крылова, выступающими соответственно в 1,9 и 2,8 мили к SW от мыса Петровского. Северный и южный берега бухты возвышенные, преимущественно обрывистые и окаймлены камнями. К вершине бухты эти берега понижаются и переходят в низкий перешеек шириной около 200 м, отделяющий от бухты озеро Второе. Через перешеек прорыт канал.

## Мыс Козьмина

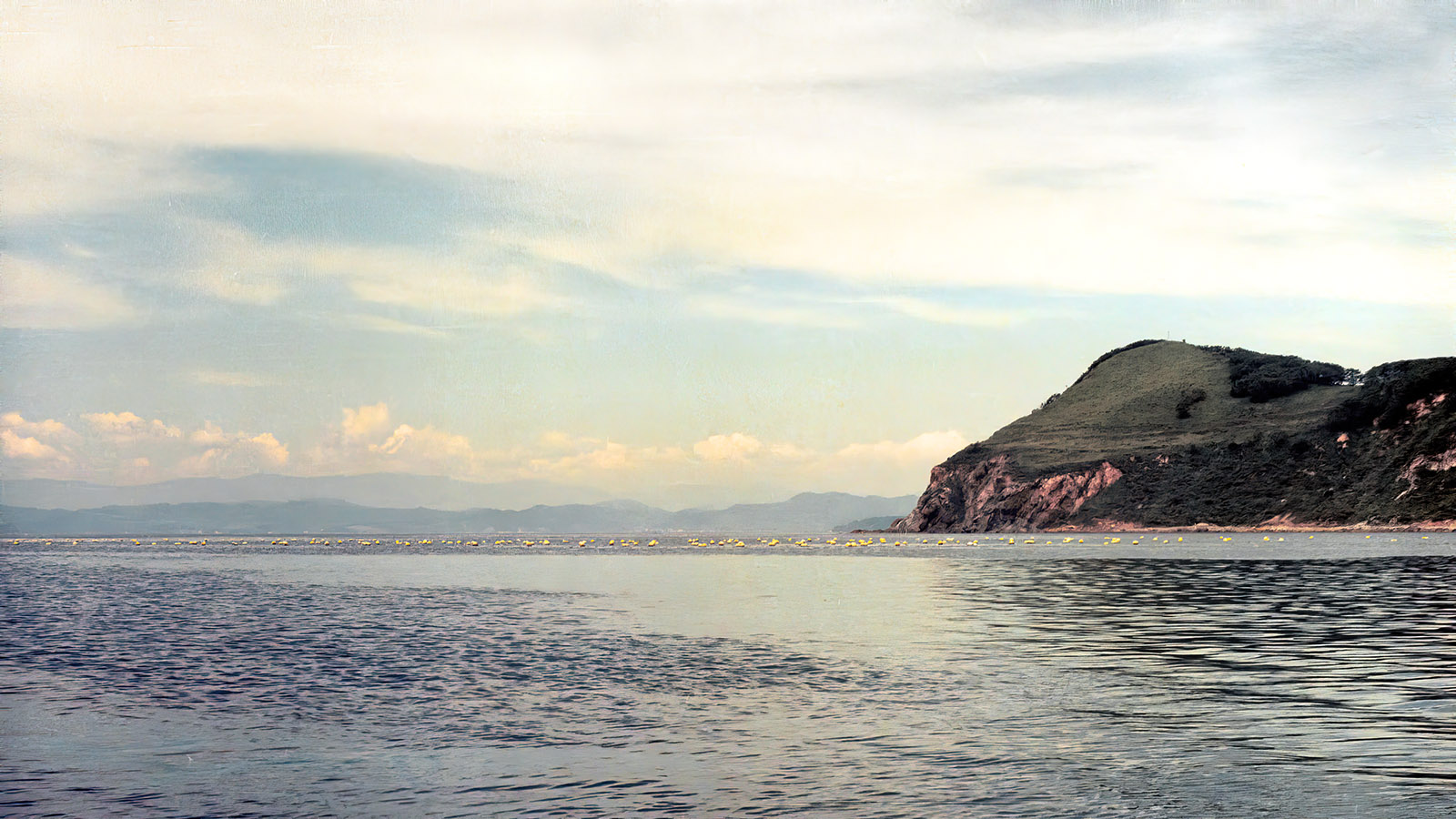
Вид на мыс Козьмина с южного берега бухты

Мыс Козьмина является северо-восточным входным мысом бухты Козьмина. Он обрывист и окаймлен надводными, осыхающими и подводными камнями. В 2,8 кбт к WiNW от мыса Козьмина находится камень с глубиной 2,1 м. К Е от этого камня лежат банка с глубиной 7,8 м, камень с глубиной 2 м и осыхающий камень. Светящий буй мыса Козьмина выставляется к W от камня с глубиной 2,1 м в 3,8 кбт к WiNW от мыса Козьмина. Озеро Второе отделено от бухты Козьмина низким перешейком. Это озеро хорошо защищено от всех ветров. Оно сообщается с бухтой прорытым через перешеек каналом длиной 150 м, шириной 55 м и глубинами в его средней части 4—4,5 м. Грунт в озере ил.

## Экономическое значение
В конце 2009 года в акватории бухты Козьмина, при участии председателя правительства РФ В. Путина, принят в эксплуатацию нефтеналивной терминал грузооборотом 20 млн. тонн в год, вошедший в состав порта Восточный и резервуарный парк на 100 тыс. тонн нефти. В 90-х годах XX века бухта использовалась как пункт разбора морских судов на металлолом. В отличие от Бухты Перевозная (первоначально планируемая конечная точка ВСТО), строительство нефтеналивного терминала в бухте Козьмина нареканий у экологов не вызвало. На 17 июля 2007 года на берегу бухты расположено село Козьмино с населением около 460 человек. Ожидается, что после строительства Нефтеперегрузочного терминала, численность населения возрастёт до 2500 человек.